# Tephritis bushi
Tephritis bushi är en tvåvingeart som beskrevs av Hardy och Drew 1996. Tephritis bushi ingår i släktet Tephritis och familjen borrflugor. Inga underarter finns listade i Catalogue of Life.